# Blake Krikorian
Blake G. Krikorian (18 de agosto de 1967 - 3 de agosto de 2016) fue un ejecutivo y empresario tecnológico estadounidense, cofundador de Sling Media.

## Primeros años y educación
Krikorian nació en el seno de una familia armenia-estadounidense, siendo el hijo mayor de Gary Krikorian y Joyce (de soltera Srabian). Krikorian se graduó en el Mountain View High School de Mountain View, California, y en 1989 se licenció en ingeniería mecánica en la Universidad de California, Los Ángeles. En el instituto fue jugador de y nadador de la liga y fue elegido para el equipo nacional júnior de waterpolo en 1985; jugó al waterpolo con los Bruins de UCLA de 1986 a 1989.

## Carrera
Krikorian trabajó primero en General Magic y luego, en 1994, fue cofundador de Philips Mobile Computing Group, donde fue director de productos del grupo. A continuación, se convirtió en vicepresidente sénior de Metis Associates y dirigió su incubación de Mainbrace Corporation.
En 2004 cofundó Sling Media, una empresa de electrónica de consumo que fabrica la Slingbox, con su hermano Jason Krikorian. Fue su director general. En 2007 fue adquirida por Echostar Communications por 380 millones de dólares; Krikorian siguió siendo consejero delegado y director de la empresa hasta 2009. En enero de ese año se convirtió en consejero delegado de id8 Group Productions, donde fundó id8 Group R2 Studios en 2011; tras la adquisición de esa empresa por parte de Microsoft, se convirtió en jefe de la división de negocio de entretenimiento interactivo.
Krikorian formó parte de los consejos de administración de varias empresas, incluida Amazon.com en 2011-2012. También fue socio del consejo de la empresa de capital riesgo Andreessen Horowitz y fue inversor ángel en empresas como Clicker.com, FreeWheel, Jaunt, Doppler Labs y Thync.

## Altercados personales
El hermano de Krikorian, Adam, entrenó al equipo femenino de waterpolo de EE.UU, que obtuvo medallas de oro en los Juegos Olímpicos de verano de 2012 y en los de 2016. Estaba casado y tenía dos hijas. Murió de un ataque al corazón el 3 de agosto de 2016, a la edad de 48 años, después de practicar paddleboarding en Pacifica, California.